# Трактор (футбольный клуб, Ташкент)
«Трактор» Ташкент (узб. «Traktor» Toshkent futbol klubi) — бывший узбекистанский футбольный клуб из Ташкента. Выступал на одноимённом стадионе.

## Названия
| 1968-1969 | «Ташавтомаш» |
| 1970-2007 | «Трактор»    |

## История
Был основан в 1968 году как преемник созданного в 1950 году, но вскоре расформированного клуба ЗМТ. Учредителем и генеральным спонсором команды был «Ташкентский тракторный завод».
В 1968 году дебютировал в зоне «Средняя Азия» Второй лиги СССР. В сезоне-1970 «Трактор» занял последнее, 22-е место и выбыл из турнира.
В том же году клуб впервые участвовал Кубке СССР, но проиграл уже в первом матче. После вылета из Второй лиги команда вплоть до 1986 года участвовала в любительском чемпионате Узбекской ССР.
В 1987 году «Трактор» сумел вернуться во Вторую лигу и выступал в ней до 1989 года. В сезонах-1990-1991 участвовал во Второй низшей лиге СССР.
После распада Советского Союза в 1992-2007 годах «Трактор» выступал в Высшей лиге чемпионата Узбекистана.
После сезона-2007 клуб не смог выплатить зарплаты игрокам, и ПФЛ Узбекистана вынесла решение о недопущении участия «Трактора» в Высшей лиге, отправив его во Вторую лигу.
Вскоре руководство футбольного клуба объявило о расформировании «Трактора» из-за финансовых трудностей.

## Достижения

### В независимом Узбекистане
- Финалист Кубка (2004).
- 4-е место в Высшей лиге (2005).

### Во времена СССР
- Победитель зоны «Средняя Азия» класса «Б» Второй лиги (1969).
- 3-кратный чемпион Узбекской ССР (1967, 1976, 1986).
- Обладатель Кубка Узбекской ССР (1975).